# Vedea, Teleorman
Vedea là một xã thuộc hạt Teleorman, România. Dân số thời điểm năm 2002 là 3203 người.